# Сава Грујић
Сава Грујић (Колари, 25. новембар 1840 — Београд, 3. новембар 1913) био је српски генерал, државник, војни писац и дипломата. Грујић је био председник владе (министарског савета) пет пута (у седам мандата), министар војни, министар иностраних дела, посланик у Атини, Петрограду и Цариграду, дугогодишњи председник Државног савета, члан Сената, почасни члан Српске краљевске академије.

## Биографија
Рођен је 25. новембра 1840. године у селу Колари, поред Смедерева као син Димитрија Грујића, а унук војводе Вула Илића Коларца, команданта Смедерева, односно његовог брата Грујице Илића.
Војну академију је уписао у Србији 1856. године и на њој је боравио до 1861. године, када је отишао у Пруску на даље Војне студије. Тамо је остао до 1863. године. Из Пруске је 1864. године отишао у Русију где се опет уписао на војне студије. Тамо је остао до 1870. године.
Грујић је био међу крагујевачким радикалима-социјалистима и либералима који су са Светозарем Марковићем основали Јавност, друге социјалистичке новине у Србији. Кнезу Милану се није допадало да активни војници уређују опозиционе новине, па је покушао да уклони Грујића из активне службе.
Чин пуковника добио је 1876. године, а генерал је постао 1887. године. На положај војног министра је дошао 4. новембра 1876. и на овој позицији је остао до 1. октобра 1878. Учествовао је у Српско-турским ратовима од 1876. до 1878. године.
Био је први је дипломатски агент Србије у Бугарској од 1879. године. Посланик Србије у Атини постао је 1882, а затим и посланик Србије у Петрограду 1885. Поново је именован за министра војске од 3. јуна до 19. децембра 1887. године, када је постао председник владе и на тим дужностима је остао до 14. априла 1888. године.
Од 23. фебруара 1889. године до 11. фебруара 1891. године био је и министар иностраних дела, али и председник владе. Био је заступник министра војног од 16. марта 1890. године до 11. фебруара 1891, а посланик Србије у Цариграду од 1891. до 1893. године. После тога, опет је обављао више функција у исто време. Био је председник владе, министар војни и заступник министра иностраних дела од 23. новембра 1893. до 12. јануара 1894.
Председник Државног савета постао је јуна 1903. године, а председник владе од 21. септембра 1903. до 27. новембра 1904. године. Председник владе и министар војни био је још једном, од 1. марта до 17. априла 1906, а председник Државног савета од 1906. до 1910. године.
Аутор је бројних расправа из историје ратова и дипломатије.
Преминуо је у Београду 21. октобра/3. новембра 1913. године.
Носилац је Обилића медаља.

## Дела
- Војна организација Србије, Крагујевац 1874.
- Основи војног уређења кнежевине Бугарске, Београд 1880.
- Грујић, Сава (1897). Како је постала Бугарска егзархија: Посвећено српско-бугарском споразуму. Београд.
- Операције Тимочко-моравске војске, I—IV, београд 1901—02